# Jamesonia hispidula
Jamesonia hispidula là một loài dương xỉ trong họ Pteridaceae. Loài này được Kunze mô tả khoa học đầu tiên năm 1844.